# Jørgen Bidstrup
Jørgen Bidstrup (* 1. April 1928 in Kopenhagen; † 30. September 1992 in Nykøbing Falster) war ein dänischer Schauspieler.

## Leben
Jørgen Bidstrup wuchs als Sohn von Charles Gotfred Bidstrup (1892–1959) und dessen Frau Agda Nordahl (1889–1971) in Kopenhagen auf.
Nach seinem Schulabschluss absolvierte er von 1946 bis 1950 seine Schauspielausbildung an der Schauspielschule des Odense Teater, wo er auch sein Bühnendebüt als Darsteller hatte und dort anschließend bis zum Jahr 1969 als festes Ensemblemitglied engagiert war. Als Bühnendarsteller wirkte er in zahlreichen Theaterstücken, Musicals und in Kabarett-Programmen mit, so unter anderem auch am Folketeatret, am Aarhus Teater, am Königlichen Theater Kopenhagen, am Betty-Nansen-Theater, am Det Ny-Theater, am Østre Gasværk-Theater, am Aalborg-Theater oder am Theater Helsingør. Er wirkte als Schauspieler vor der Kamera von 1948 bis 1992 in mehr als 30 Film-und-Fernsehproduktionen mit.
Jørgen Bidstrup war ab dem 3. Juli 1955 bis zu ihrem Tod im Jahr 1980 mit der Schauspielerin Kirsten Søberg verheiratet. Aus der Ehe gingen ein Sohn und eine Tochter hervor. Die Familie lebte in Nykøbing Falster. Bidstrup starb am 30. September 1992 im Alter von 64 Jahren. Seine Grabstätte befindet sich auf dem Østre-Kirkegard.

## Filmografie (Auswahl)
- 1948: De lyse naetter
- 1957: Sei lieb zu mir
- 1958: Hinein ins Vergnügen
- 1959: Uns kann keiner
- 1961: Komtessen
- 1964: Zwei
- 1965: Ich eine Frau
- 1967: Sünder überall
- 1973: JAP
- 1977: Fiskerne (Fernsehserie, 2 Folgen)
- 1984: Gurli
- 1988: Mord im Paradies
- 1991: Ein Tag im Oktober
- 1991: Superdame
- 1992: Jesus vender tilbage